# Tropidocephala viridula
Tropidocephala viridula är en insektsart som först beskrevs av Bierman 1908.  Tropidocephala viridula ingår i släktet Tropidocephala och familjen sporrstritar. Inga underarter finns listade i Catalogue of Life.